# Veni Vidi Vicious
Veni Vidi Vicious är ett musikalbum av den svenska garagerockbandet The Hives, släppt den 10 april 2000. Titeln är en lek med uttrycket veni vidi vici, ett citat av Julius Caesar.
Låtarna "Hate to Say I Told You So", "Main Offender", "Supply and Demand" och "Die, All Right!" släpptes även som singlar.
Skivan rankades av Sonic Magazine i juni 2013 som det 55:e bästa svenska albumet någonsin.

## Låtlista
1. "The Hives - Declare Guerre Nucleaire" - 1:35
2. "Die, All Right!" - 2:46
3. "A Get Together to Tear It Apart" - 1:52
4. "Main Offender" - 2:33
5. "Outsmarted" - 2:22
6. "Hate to Say I Told You So" - 3:22
7. "Introduce the Metric System in Time" - 2:06
8. "Find Another Girl" - 3:12
9. "Statecontrol" - 1:54
10. "Inspection Wise 1999" - 1:37
11. "Knock Knock" - 2:10
12. "Supply and Demand" - 2:26

### Fotnoter
1. ↑  Sonic #69, sommaren 2013